# Leudonus
Leudonus  ou Lleuddun Luyddog c'est-à-dire « des Armées » est un roi brittonique actif dans les dernières années du Ve siècle.

## Biographie
Leudonus ou Lleudun Luyddog, dont le centre du pouvoir était situé à Traprain Law et dont le nom parfois interprété en celtique par Lewdwn semble être à l'origine de la région du Lothian. Il est probablement à l'origine également de la figure du roi Lot de la légende arthurienne. Un personnage qui dans une tradition aide le roi Arthur à conquérir son royaume bien que dans la légende principale il se range parmi les souverains opposés à lui. Ces événements recouvrent sans doute les oppositions et les alliances entre le seigneurs locaux Dans la réalité Leudonus semble avoir été en conflit avec la famille de Morcant qui parait s'être établie dans la région au cours des années suivantes. Leodonus « vir semipaganus » est également considéré selon la vita anomyme de Kentigern comme le grand-père maternel du saint .

## Article lié
- Roi Lot